# Tomapampa Alto
Tomapampa Alto es un caserío peruano ubicado en el distrito de Paimas, perteneciente a la provincia de Ayabaca del departamento de Piura, al norte del Perú. 

## Ubicación
Tomapampa Alto se ubica al oeste de la provincia de Ayabaca, en el distrito de Paimas, en el departamento de Piura.

## Demografía
En 2017 Tomapampa Alto tenía una población de 75 habitantes.